# USS Atlanta (SSN-712)
Pour les autres navires du même nom, voir USS Atlanta.

L'USS Atlanta (SSN-712) est un sous-marin nucléaire d'attaque de classe Los Angeles en service dans l'US Navy de 1982 à 1999.

## Histoire
Construit au chantier naval Northrop Grumman de Newport News, il entre en service le 6 mars 1982.
Le 29 avril 1986, l'USS Atlanta s'échoue dans le détroit de Gibraltar, endommageant son sonar et perforant un ballast de proue. Il rentre ainsi à Gibraltar, et après une semaine, retourne au Norfolk Naval Shipyard pour y subir des réparations.
L'Atlanta est retiré du service le 16 décembre 1999.